# Milan van Ewijk
Milan van Ewijk (Amsterdam, 8 settembre 2000) è un calciatore olandese, difensore del Coventry City.

## Caratteristiche tecniche
È un terzino destro.

## Carriera
Cresciuto nel settore giovanile dell'Excelsior Maassluis, ha esordito in prima squadra il 19 maggio 2018 disputando l'incontro di Tweede Divisie vinto 3-1 contro il De Treffers.
Il 5 aprile 2019 si è trasferito a titolo definitivo all'ADO Den Haag. Nel 2020 viene girato in prestito per sei mesi al Cambuur.
Nel 2021 viene ufficializzato il suo trasferimento a titolo definitivo all'Heerenveen dove resta per due stagione, collezionando ben 78 presenze impreziosite da sette gol.
Nel luglio 2023 passa al Coventry City, in Championship inglese.

## Statistiche
Statistiche aggiornate al 5 febbraio 2020.

### Presenze e reti nei club
| Stagione                   | Squadra                    | Campionato                 | Campionato | Campionato | Coppe nazionali | Coppe nazionali | Coppe nazionali | Coppe continentali | Coppe continentali | Coppe continentali | Altre coppe | Altre coppe | Altre coppe | Totale | Totale | Totale |
| Stagione                   | Squadra                    | Comp                       | Pres       | Reti       | Comp            | Pres            | Reti            | Comp               | Pres               | Reti               | Comp        | Pres        | Reti        | Pres   | Reti   |        |
| -------------------------- | -------------------------- | -------------------------- | ---------- | ---------- | --------------- | --------------- | --------------- | ------------------ | ------------------ | ------------------ | ----------- | ----------- | ----------- | ------ | ------ | ------ |
| 2017-2018                  | Excelsior Maassluis        | 2D                         | 2          | 0          | CO              | 0               | 0               |                    | -                  | -                  |             | -           | -           | 2      | 0      |        |
| 2018-2019                  | Excelsior Maassluis        | 2D                         | 32         | 2          | CO              | 2               | 0               |                    | -                  | -                  |             | -           | -           | 34     | 2      |        |
| Totale Excelsior Maassluis | Totale Excelsior Maassluis | Totale Excelsior Maassluis | 34         | 2          |                 | 2               | 0               |                    | -                  | -                  |             | -           | -           | 36     | 2      |        |
| 2019-gen. 2020             | ADO Den Haag               | E                          | 12         | 0          | CO              | 0               | 0               |                    | -                  | -                  |             | -           | -           | 12     | 0      |        |
| gen. 2020-ago. 2020        | Cambuur                    | ED                         | 2+2        | 0          |                 | -               | -               |                    | -                  | -                  |             | -           | -           | 4      | 0      |        |
| 2020-2021                  | ADO Den Haag               | E                          | 33         | 1          | CO              | 1               | 0               |                    | -                  | -                  |             | -           | -           | 34     | 1      |        |
| 2021-2022                  | Heerenveen                 | E                          | 33+2       | 1          | CO              | 3               | 0               |                    | -                  | -                  |             | -           | -           | 38     | 1      |        |
| 2022-2023                  | Heerenveen                 | E                          | 34+2       | 6          | CO              | 4               | 0               |                    |                    |                    |             |             |             | 40     | 6      |        |
| Totale carriera            | Totale carriera            | Totale carriera            | 154        | 10         |                 | 10              | 0               |                    | -                  | -                  |             | -           | -           | 164    | 10     |        |